# Breitenhagen
Breitenhagen is een plaats en voormalige gemeente in de Duitse deelstaat Saksen-Anhalt, en maakt deel uit van de Landkreis Salzlandkreis.

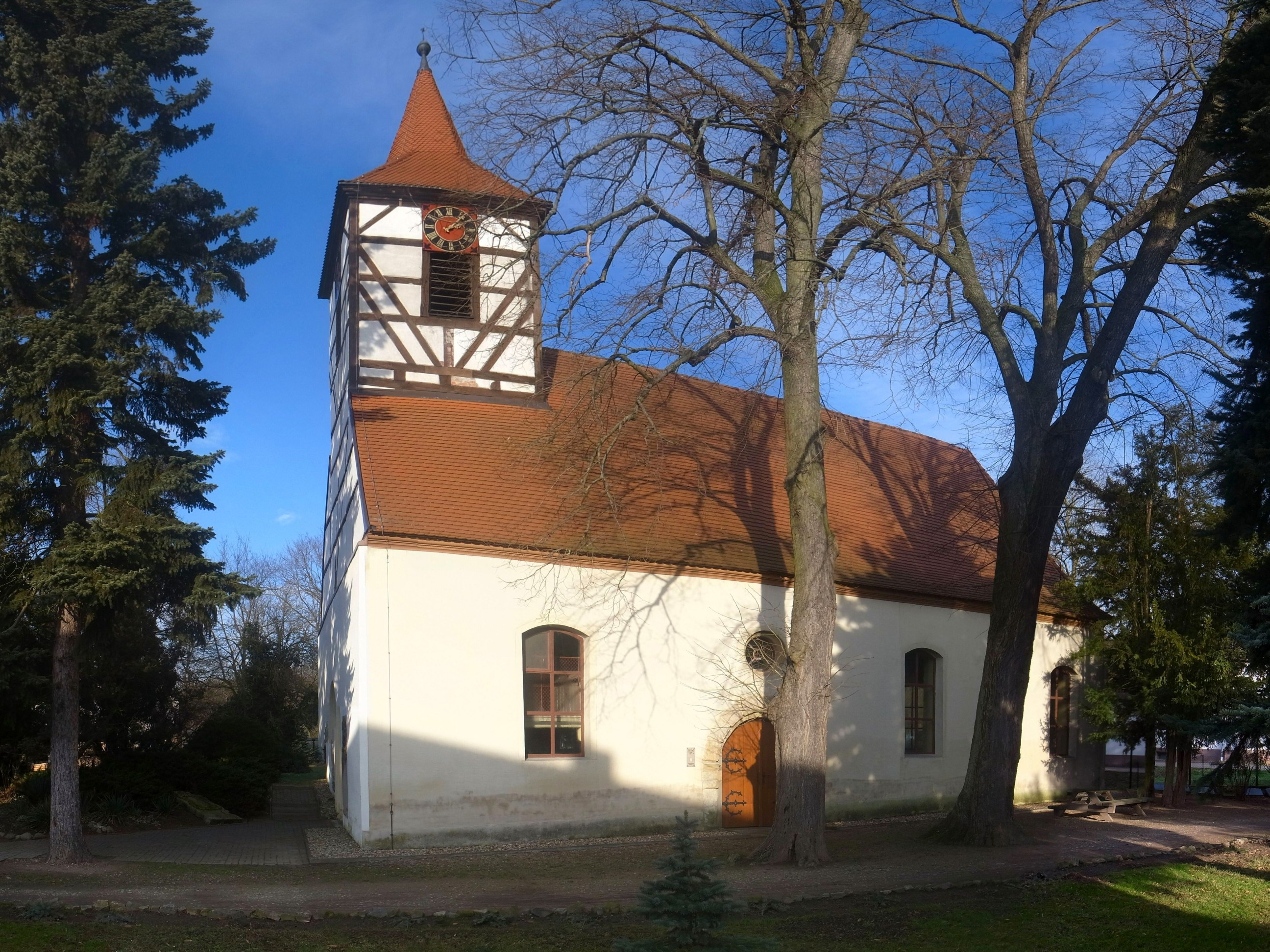
Kerk

Breitenhagen telt 531 inwoners.